# Paroisse de Saint-Quentin
Ne doit pas être confondu avec Saint-Quentin (Nouveau-Brunswick).
La paroisse de Saint-Quentin est à la fois une paroisse civile et un ancien district de services locaux (DSL) canadien du comté de Restigouche, au nord du Nouveau-Brunswick, au Canada. Dans le cadre de la réforme de la gouvernance locale du 1er janvier 2023, une partie du DSL a été fusionnée à la ville de Saint-Quentin, une autre au district rural du Nord-Ouest et une troisième à la communauté rurale de Kedgwick.

## Toponyme
La paroisse est nommée ainsi en l'honneur de la victoire alliée à Saint-Quentin durant la Première Guerre mondiale.

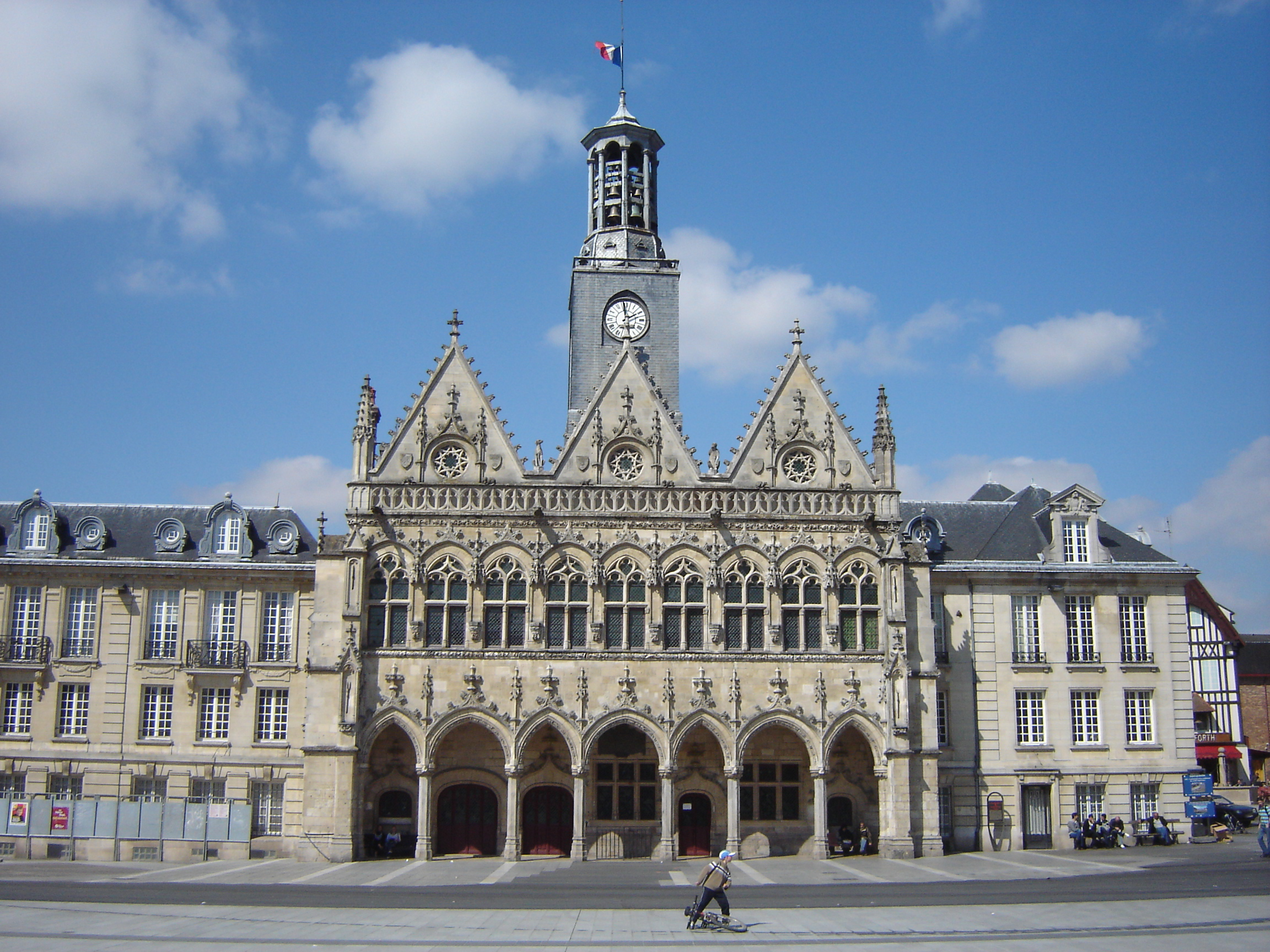
L'hôtel de ville de Saint-Quentin, en France.

## Géographie
La paroisse comprend les hameaux de Five Fingers, Rang-Cinq-et-Six, Rang-Sept-et-Huit, Rang-Dix, Rang-Douze-Nord, Rang-Douze-Sud, Rang-Quatorze, Rang-Seize et Rang-Dix-Huit.
La paroisse est accessible par la route 17 et la route 180.
La paroisse de Saint-Quentin est généralement considérée comme faisant partie de l'Acadie.

## Histoire
La construction du chemin de fer Restigouche and Western, entre Tide Head et Saint-Léonard, commence en 1898. Les travaux sont ralentis en raison du terrain difficile et du manque de fonds et le chemin de fer International prend le contrôle de la ligne en 1906. Les travaux sont terminés en 1910.
La municipalité du comté de Restigouche est dissoute en 1966. La paroisse de Saint-Quentin devient un district de services locaux en 1967.
Le chemin de fer International est abandonné en 1989.

## Démographie
| 2001  | 2006  | 2011  | 2016  |
| ----- | ----- | ----- | ----- |
| 1 557 | 1 578 | 1 489 | 1 532 |

## Économie
Entreprise Restigouche a la responsabilité du développement économique.

## Administration

### Comité consultatif
En tant que district de services locaux, la paroisse de Saint-Quentin est administré directement par le Ministère des Gouvernements locaux du Nouveau-Brunswick, secondé par un comité consultatif élu composé de cinq membres dont un président.
| Période                                  | Période | Identité          | Étiquette | Qualité |
| ---------------------------------------- | ------- | ----------------- | --------- | ------- |
| 19??                                     |         | Jacques Thériault |           |         |
|                                          |         |                   |           |         |
| Les données manquantes sont à compléter. |         |                   |           |         |

### Commission de services régionaux
La paroisse de Saint-Quentin fait partie de la Région 1, une commission de services régionaux (CSR) devant commencer officiellement ses activités le 1er janvier 2013. Le DSL devait à l'origine faire partie de la Région 2. Contrairement aux municipalités, les DSL sont représentés au conseil par un nombre de représentants proportionnel à leur population et leur assiette fiscale. Ces représentants sont élus par les présidents des DSL mais sont nommés par le gouvernement s'il n'y a pas assez de présidents en fonction. Les services obligatoirement offerts par les CSR sont l'aménagement régional, l'aménagement local dans le cas des DSL, la gestion des déchets solides, la planification des mesures d'urgence ainsi que la collaboration en matière de services de police, la planification et le partage des coûts des infrastructures régionales de sport, de loisirs et de culture; d'autres services pourraient s'ajouter à cette liste.

### Chronologie municipale

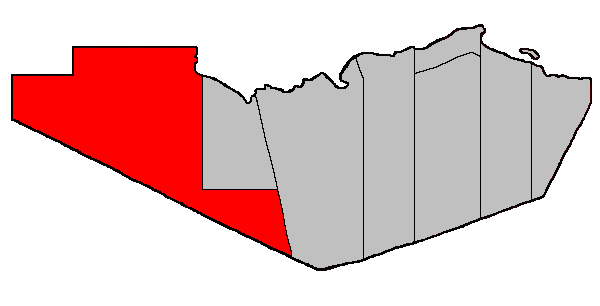
Situation sur une carte des paroisses civiles du comté de Restigouche (certains DSL et municipalités ne sont donc pas montrés).

### Représentation et tendances politiques
Nouveau-Brunswick: La paroisse de Saint-Quentin fait partie de la circonscription provinciale de Restigouche-La-Vallée, qui est représentée à l'Assemblée législative du Nouveau-Brunswick par Martine Coulombe, du Parti progressiste-conservateur. Elle fut élue en 2010.
 Canada: La paroisse de Saint-Quentin fait partie de la circonscription fédérale de Madawaska—Restigouche, qui est représentée à la Chambre des communes du Canada par Jean-Claude D'Amours, du Parti libéral. Il fut élu lors de la 38e élection générale, en 2004, puis réélu en 2006 et en 2008.

## Vivre dans la paroisse de Saint-Quentin
La paroisse de Saint-Quentin est traversée par le Sentier international des Appalaches, qui longe les routes 180 et 260.
Le bureau de poste et le détachement de la Gendarmerie royale du Canada le plus proche est à Saint-Quentin. Cette ville bénéficie de l'Hôtel-Dieu Saint-Joseph et d'un poste d'Ambulance Nouveau-Brunswick.
Le quotidien francophone est L'Acadie nouvelle, publié à Caraquet, et le quotidien anglophone est Telegraph-Journal, publié à Saint-Jean.